# Censur i Östtyskland
Under Östtysklands, (officiellt Tyska demokratiska republiken (tyska: Deutsche Demokratische Republik), ofta förkortat DDR, ibland TDR),  existens 1949–1990 tillgrep landets regering olika former av censur. Censur förekom även i övriga länder bakom den så kallade järnridån.

## Östtysklands konstitution

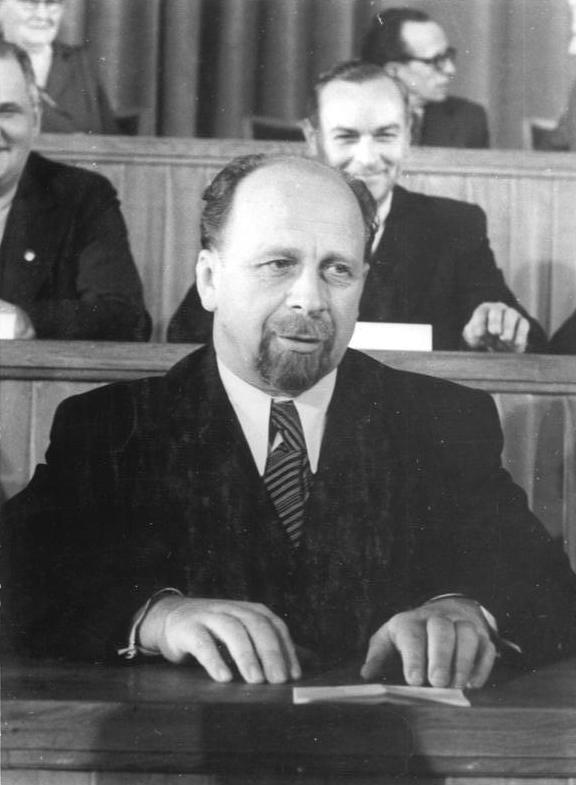
Walter Ulbricht, DDR:s första ledare

I den första konstitution som antogs vid bildandet av DDR 1949 fanns inget utrymme för statlig censur. Tvärtom garanterades i nionde artikeln, sektion 2 att "Media ska inte censureras". Vid en uppdatering av konstitutionen 1968 skrevs stycket om yttrandefrihet om och utökades till att bli en egen artikel. Artikel 27 slog därefter fast att:
- "Varje medborgare har rätt att fritt och öppet framföra sin åsikt i enlighet med principerna i konstitutionen."
- "Friheten för press, radio och teve är garanterad."

Trots detta förekom både officiell och inofficiell censur under hela DDR:s existens även om censuren avtog den sista tiden staten existerade. Eftersom DDR i praktiken var en enpartistat ledd av kommunistiska Tysklands socialistiska enhetsparti, kom yttrandefriheten att begränsas av partiet och landets ledning.
Även om censuren var i strid med konstitutionens anda motiverades ingripanden med formuleringen "...i enlighet med principerna i konstitutionen". Censuren kunde därför motiveras med skydd av konstitutionen och nationens säkerhet, verkande för "allmän anständighet" och bekämpande av andra brott.
Alla utgivare och alla offentliga teatrar och utställningslokaler var föremål för censur. Innan en roman kunde publiceras eller en pjäs sättas upp behövde den granskas av en censor.

## Organisation
Alla utgåvor inom media, konst och kultur stod under statlig kontroll. Alla publikationer måste passera olika former av censurinstanser. Censureringsorganisationen delades in i de så kallade Yttre respektive Inre censuren. Den inre censuren utövades av partiet och staten.

### Yttre censuren
Den yttre censuren bestod av självcensur utövad av förlag och institutioner. En censor utvärderade verket med utgångspunkt från socialistisk ideologi och föreslog eventuella nödvändiga ändringar. I en andra instans granskades verket av en kommitté för att bedömas ur ett ideologiskt perspektiv.

### Statlig censur
Den statliga censuren utövades av två myndigheter som utövade tillsyn över literatur. Den ena var "Överförvaltning av förlag och bokhandel" (Hauptverwaltung Verlage und Buchhandel, förkortat "HV"), och den andra var "Upphovsrättsbyrån" (Büro für Urheberrechte).
Myndigheterna fattade beslut om censur och om ett verk fick publiceras samt om verket tilläts enbart inom DDR eller om det även fick publiceras utomlands.

### Partiets censur

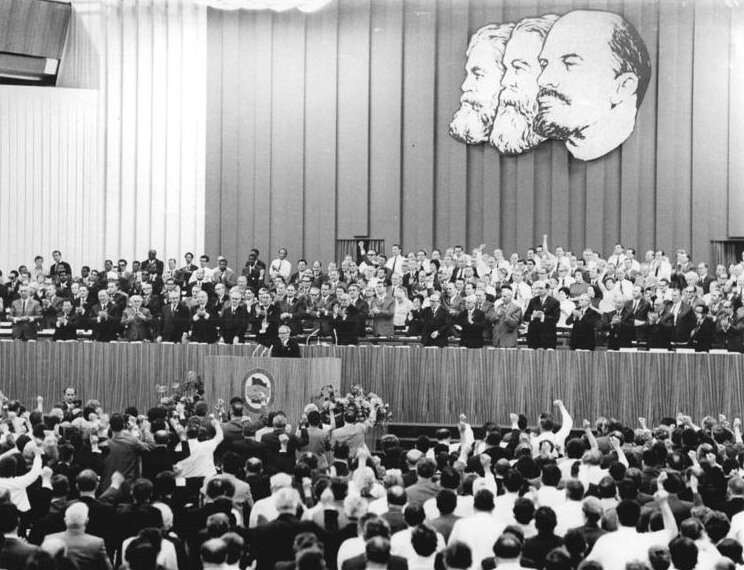
SED:s partidag i Östberlin 1971.

Eftersom partimedlemmar besatt alla nyckelpositioner i samhället kunde partiet utöva kontroll över vad som gavs ut. I vissa fall kunde till och med politbyrån gripa in om en publikation bedömdes stå i strid med den rådande ideologin.

### Censurerade ämnen
Innehåll som ansågs vara statsfientlig eller stå i strid med socialismens ideal var förbjudet. Det fanns flera områden som bedömdes vara skadliga och därför förbjudna att beröra.
Det första var kritik mot kommunismen, så väl ur ett allmänt perspektiv som kritik mot tillämpningen av kommunism i DDR eller Sovjetunionen. Det omfattade även kritik mot säkerhetspolisen Stasi och dess aktiviteter. Vidare var uttryck för sympati för kapitalism eller fascism förbjudet då de ansågs vara kommunismens fiender.
Negativa skildringar av tillståndet i DDR var också förbjudet. Det inkluderade klagomål över levnadsstandard, kvalitet på undervisning, miljöförstöring eller ineffektivitet i industrin. Avhopp till Västtyskland eller andra västtländer fick inte heller skildras, så kallad  Republikflucht. Berlinmurens existens fick inte heller ifrågasättas.
Slutligen var kravet på "anständighet" högt. Skildringar av "oanständiga" ämnen som pornografi och homosexualitet skulle undvikas. Negativa skildringar av Östtyskar där DDR-medborgare var överdrivet våldsamma eller där företeelser som alkoholism eller självmord skildrades var inte tillåtna.
Utöver innehåll kunde censuren gripa in om formen för verket avvek från idealen. Exempelvis kunde vissa former av poesi, företeelser som uppfattades som rent nonsens eller uttryck för avantgardism förbjudas.

### Bestraffningar

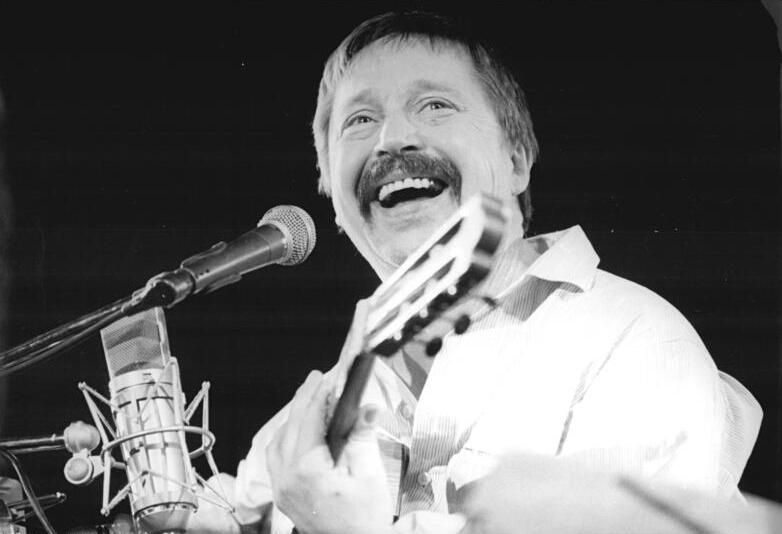
Artisten Wolf Biermann miste sitt östtyska medborgarskap 1976.

Avvikelser från regelverket medförde olika former av bestraffning. Som minimum kunde en publicering förbjudas varvid den ansvarige fick en varning. Det kunde även förekomma fängelsestraff eller husarrest. Partimedlemmar kunde riskera att uteslutas. Ansökningar om tillstånd för utlandsresor kunde avslås. I extrema fall kunde en skyldig komma att deporteras till Västtyskland.
Såväl grad av censur och utdömandet av bestraffning varierade dock. Först och främst varierade censuren som en följd av att all form av bedömning är subjektiv. Vidare kunde partimedlemmar sägas åtnjuta något mer frihet att uttrycka sig. Författare eller artister som haft framgång tidigare hade större möjlighet att bli publicerade i tveksamma fall. Generellt kunde goda kontakter i samhället främja möjligheten att bli publicerad.

## Journalistisk censur
Journalister betraktades av landets ledning som partiets och regimens verktyg, inte som oberoende granskare. Dagligen skickades det ut vägledningar och instruktioner för hur olika företeelser och händelser skulle beskrivas i press, radio och teve.
Journalister examinerades från universitetet i Leipzig och dess journalistikprogram. Efter erlagd examen kunde titeln certifierad socialistisk journalist användas. Journaliststudenterna måste godkännas före studierna. Utbildningen omfattade studier i Marxism-Leninism.
Journalister organiserades i Journalistförbundet, (Verband der Journalisten der DDR, VDJ) Ungefär 90 procent av alla certifierade journalister var organiserade inom VDJ.
Utöver certifierade journalister förekom att andra medverkade i tidningar och andra medier. Dessa kallades Folkkorrespondenter (Volkskorrespondenten). Arbete som folkkorrespondent kunde vara en väg att bli antagen till journalistutbildningen.